# Philip Ashworth
Phil Ashworth (sinh ngày 14 tháng 4 năm 1953) là một cựu cầu thủ bóng đá người Anh thi đấu ở vị trí tiền đạo. Năm 1981, ông thi đấu với đội bóng Thụy Điển GAIS.